# Marta DuBois
Marta DuBois (Née Marta Estela DuBois) est une actrice américaine d'origine panaméenne, née le 15 décembre 1952 à David, au Panama et décédée le 8 mai 2018 à Los Angeles (Californie). Elle est essentiellement connue dans le monde pour son rôle du détective Roberta Hansen dans la série McBride.

## Séries télévisées

### Années 1980
- 1980 : Vegas : Angela
- 1980-1984 : Trapper John, M.D. : Rita / Irene / Elena
- 1981-1988 : Magnum : Michelle Hue
- 1982 : La Loi selon McClain : Rôle sans nom
- 1982 : Shannon : Rôle sans nom
- 1982 : Voyages au bout du temps : Margaret
- 1982-1983 : Jake Cutter : Princesse Koji
- 1983 : Le Juge et le Pilote : Tina Grey
- 1983 : Matt Houston : Daphne
- 1984 : Riptide : Sheila / Marcy Hayward
- 1984 : La Fièvre d'Hawaï : Maggie Aoki
- 1984 : L'Agence tous risques : Bobbi Cardina
- 1985 : MacGruder et Loud : Linda Braddock
- 1986 : Harry Fox, le vieux renard : Suzanne / Marilyn
- 1986 : Starman : Docteur Ellen Dukow
- 1987 : MacGyver : Docteur Barbara Ortega
- 1987 : La Loi de Los Angeles : Gwen Fuller
- 1988 : Texas police : Rôle sans nom
- 1988-1992 : Matlock : Ava Brodsky / Carol Weston

### Années 1990
- 1991 : Star Trek : La Nouvelle Génération : Ardra
- 1991 : She-Wolf of London : Nancy Chambers
- 1992 : Land of the Lost : La sirène
- 1992-1998 : Les Dessous de Palm Beach : Jane Chambers / Brenda Logan / Helen McCabe
- 1994 : Arabesque : Maria Garcia
- 1994-1995 : Martin : Maria Rodriguez
- 1995 : Le Rebelle : Lucy Sherman
- 1995 : Les Sœurs Reed : Rosa Maria Castio
- 1995 : Walker, Texas Ranger : Angela Kale
- 1996 : Surfers détectives (en) : Rôle sans nom

### Années 2000
- 2000 : Un gars du Queens : Eva
- 2000 : Lydia DeLucca : Betty
- 2001 : La Guerre des Stevens : Madame Estrada
- 2001 : Division d'élite : Docteur Olvidos
- 2004 : Passions : Tante Maria Lopez
- 2005-2008 : McBride : Sergent Roberta Hansen

### Années 2010
- 2010 : Los Angeles, police judiciaire : Maria Cordero
- 2013 : Bones : Maureen Serrano
- 2015 : Click Gospel Now : Rôle sans nom

## Films de télévision

### Années 1980
- 1983 : Grace Kelly d'Anthony Page : Rita Gam
- 1985 : Génération de Michael Tuchner : Kate Mendez Breed
- 1986 : La clandestine du FBI de Bill Duke : Ginny Talbot
- 1988 : Deadline : Madrid de John Patterson : Rôle sans nom
- 1988 : Le procès de l'incroyable Hulk de Bill Bixby : Ellie Mendez

### Années 1990
- 1996 : Black Out d'Allan A. Goldstein : Sharon Gray
- 1997 : Trials of Life de Joseph M. Wilcots : Madame Grantos

### Années 2000
- 2008 : Lone Rider de David S. Cass Jr. : Dora

## Films de cinéma

### Années 1970
- 1979 : Boulevard Nights de Michael Pressman : Shady Landeros

### Années 1990
- 1990 : Visions en direct de Rockne S. O'Bannon : Inez Villanueva
- 1995 : Dead Badge de Douglas Barr : Billie Torres
- 1998 : Picture of Priority de Charles McCaughan : Diane Rose
- 1999 : Luminarias de José Luis Valenzuela : Sofia